# Естонія на зимових Паралімпійських іграх 1992
Естонія на зимових Паралімпійських іграх 1992 року була представлена 1 спортсменом в одному виді спорту. Ігри відбувалися в Альбервілі, Франція.

## Лижні перегони
Жінки
| Спортсмен    | Вид спорту | Забіг 1 | Забіг 1 | Забіг 1 | Забіг 2 | Забіг 2 | Забіг 2 | Остаточний/Всього | Остаточний/Всього | Остаточний/Всього |
| Спортсмен    | Вид спорту | Час     | Різн.   | Місце   | Час     | Різн.   | Місце   | Час               | Різн.             | Місце             |
| ------------ | ---------- | ------- | ------- | ------- | ------- | ------- | ------- | ----------------- | ----------------- | ----------------- |
| Вільма Нугіс | 5 км       | -       | -       | -       | -       | -       | -       | 19.58,9           | -                 | 5                 |
| Вільма Нугіс | 10 км      | -       | -       | -       | -       | -       | -       | 54.51,8           | -                 | 5                 |